# Санто, Майлз
Майлз Санто (англ. Miles Szanto; род. 23 сентября 1991 года, Сидней, Новый Южный Уэльс, Австралия) — австралийский актёр, известный по роли Куру в сериале Принцесса и слон. Также снимался в драме Drowning (Потопление) вместе с Ксавьером Сэмюэлом. У него венгерские корни со стороны отца и австралийские со стороны матери.

## Творческая деятельность
- «Собака по имени Снобз (сериал)» (2003—2004 год)
- «Люби, как я хочу (сериал)» (2004—2007 год)
- «Принцесса и слон» (2008—2009 год)
- «Потопление (фильм)» (2009 год)
- «Ostia - La notte finale (фильм)» (2010 год)